# Panama ai Giochi della XXVIII Olimpiade
Panama partecipò ai Giochi della XXVIII Olimpiade, svoltisi ad Atene, Grecia, dal 13 al 29 agosto 2004, con una delegazione di 4 atleti impegnati in due discipline.

## Risultati

### Atletica leggera
| Q | Qualificato al turno successivo per la Classifica in qualificazione                                                          |
| q | Qualificato per il turno successivo per ripescaggio o, negli eventi su campo, conquistando la misura minima per qualificarsi |

Maschile
Eventi su pista e strada
| Atleta        | Evento         | Batteria  | Batteria   | Semifinale | Semifinale | Finale    | Finale     |
| Atleta        | Evento         | Risultato | Classifica | Risultato  | Classifica | Risultato | Classifica |
| ------------- | -------------- | --------- | ---------- | ---------- | ---------- | --------- | ---------- |
| Bayano Kamani | 400 m ostacoli | 49"37     | 5º q       | 48"23      | 2º Q       | 48"74     | 5º         |

Eventi sul campo
| Atleta          | Evento         | Qualificazioni | Qualificazioni | Finale          | Finale          |
| Atleta          | Evento         | Risultato      | Classifica     | Risultato       | Classifica      |
| --------------- | -------------- | -------------- | -------------- | --------------- | --------------- |
| Irving Saladino | Salto in lungo | 7,42           | 36º            | non qualificato | non qualificato |

### Nuoto
Maschile
| Atleta       | Evento             | Batteria  | Batteria   | Semifinale      | Semifinale      | Finale          | Finale          |
| Atleta       | Evento             | Risultato | Classifica | Risultato       | Classifica      | Risultato       | Classifica      |
| ------------ | ------------------ | --------- | ---------- | --------------- | --------------- | --------------- | --------------- |
| Ismael Ortiz | 100 m stile libero | 51"74     | 45º        | non qualificato | non qualificato | non qualificato | non qualificato |

Femminile
| Atleta           | Evento             | Batteria  | Batteria   | Semifinale      | Semifinale      | Finale          | Finale          |
| Atleta           | Evento             | Risultato | Classifica | Risultato       | Classifica      | Risultato       | Classifica      |
| ---------------- | ------------------ | --------- | ---------- | --------------- | --------------- | --------------- | --------------- |
| Eileen Coparropa | 50 m stile libero  | 25"57     | 12ª Q      | 25"37           | =13ª            | non qualificata | non qualificata |
| Eileen Coparropa | 100 m stile libero | 57"09     | 30ª        | non qualificata | non qualificata | non qualificata | non qualificata |